# Weipertshofen
Weipertshofen ist neben Rechenberg der einwohnerstärkste Teilort der Gemeinde Stimpfach im Landkreis Schwäbisch Hall im Nordosten Baden-Württembergs.
Weipertshofen wird erstmals im Jahre 1348 als Wiprechtzhoven urkundlich erwähnt. Zusammen mit der Herrschaft Lohr wurde es hohenlohisch. Auch Ellwangen hatte hier Güter und Lehen, die 1427 an die Herrschaft Rechenberg gelangten.
Seit dem Jahre 1500 hatte Ansbach die Gemeindeherrschaft inne. Im Rahmen der Mediatisierung fiel der ellwangische Anteil 1803 an Württemberg, der Rest 1806 an das Königreich Bayern. Im Grenzvertrag zwischen Bayern und Württemberg 1810 kamen dann alle Teile zum Königreich Württemberg.
Die spätgotische evangelische Pfarrkirche St. Georg in Weipertshofen wurde nach der Zerstörung im Dreißigjährigen Krieg 1671/72 wieder aufgebaut und der Turm um ein Fachwerkgeschoss erhöht, das Schiff nach 1870 neu erbaut. Der Turmchor mit Kreuzrippengewölbe birgt spätgotische Schnitzfiguren.
Im Zuge der Kreisreform wurde Weipertshofen am 1. Januar 1975 der Gemeinde Stimpfach zugeschlagen, die gleichzeitig vom Ostalbkreis zum Landkreis Schwäbisch Hall zurückkehrte.
Weipertshofen verfügt über einen Kindergarten in kommunaler Trägerschaft. Die Grundschüler besuchen die Kaspar-Mettmann-Schule in Stimpfach.
In Weipertshofen gibt es ein Segelfluggelände, das durch die Sportfliegergruppe Crailsheim e. V. betrieben wird.